# Carex specuicola
Carex specuicola là một loài thực vật có hoa trong họ Cói. Loài này được J.T.Howell mô tả khoa học đầu tiên năm 1949.